# 沃沙拉县 (威斯康星州)
沃沙拉县（英語：Waushara County）是位於美國威斯康辛州中部的一個縣。面積1,651平方公里。根據美國2000年人口普查估計，共有人口23,154人。縣治沃托馬 (Wautoma)。
成立於1851年2月17日，縣政府成立於1852年。縣名是一個模仿印第安語言新創的詞，可能的意思是「沃土」河。根據縣政府的網頁，縣名的意思是「大狐狸」。